# المشاف (خيران المحرق)

تعديل مصدري - تعديل

المشاف هي إحدى قرى عزلة شرقي الخميسين بمديرية خيران المحرق التابعة لمحافظة حجة، بلغ تعداد سكانها 2182 نسمة حسب تعداد اليمن لعام 2004.